# Anachrostis nigripuncta
Anachrostis nigripuncta är en fjärilsart som beskrevs av George Francis Hampson 1893. Anachrostis nigripuncta ingår i släktet Anachrostis och familjen nattflyn. Inga underarter finns listade i Catalogue of Life.